# Ivan Marazov
Ivan Rousev Marazov; (en búlgaro: Иван Русев Маразов), (Burgas, Bulgaria, 15 de marzo de 1942-), político y artista búlgaro. Fue candidato a las Elecciones presidenciales de Bulgaria de 1996.
Líder del Partido Socialista Búlgaro (1994-1996), fue candidato a presidente de Bulgaria en las elecciones de 1996, donde obtuvo un 27,0% en la primera ronda electoral, pasando a la segunda vuelta contra el candidato de la Unión de Fuerzas Democráticas, Peter Stoyanov. En el balotaje, Marazov logró 40,3% de los sufragios, sin lograr hacerse de la presidencia.
Sobresale por su labor investigadora acerca de los antiguos tracios, tema sobre el que ha publicado varias obras, entre las que destacan Ancient Gold, The wealth of the Thracians, en colaboración con Alexander Fol, The Rogozen treasure, Thrace and the Thracians y The wine of the Thracians, entre otros. 